# Liste der Monuments historiques in Saint-Jean-de-Losne
Die Liste der Monuments historiques in Saint-Jean-de-Losne führt die Monuments historiques in der französischen Gemeinde Saint-Jean-de-Losne auf.

## Liste der Immobilien
| Bezeichnung                       | Beschreibung                                                                                 | Standort                        | Kennzeichnung | Schutzstatus   | Datum     | Bild           |
| --------------------------------- | -------------------------------------------------------------------------------------------- | ------------------------------- | ------------- | -------------- | --------- | -------------- |
| Kirche St-Jean-Baptiste           | ab dem 14. Jahrhundert                                                                       | 14 rue de la Liberté (Lage)     | PA00112630    | Classé         | 1921      | weitere Bilder |
| Denkmal an die Befreiung von 1636 | 1891 errichtet, Architekt Félix Vionnois, Bildhauer Mathurin Moreau                          | Place de la Délibération (Lage) | PA21000080    | Inscrit        | 2015      | weitere Bilder |
| Hôtel Hernoux                     | Hôtel particulier, 17. Jahrhundert, Ende des 18. Jahrhunderts umgebaut                       | 4 rue de la Liberté (Lage)      | PA21000006    | Inscrit        | 1996      |                |
| Hôtel de Ville                    | Hôtel particulier, 17. Jahrhundert; Innenausstattung teilweise vom Ende des 18. Jahrhunderts | 2 rue de la Liberté (Lage)      | PA21000050    | Inscrit Classé | 2008 2009 | weitere Bilder |

## Liste der Objekte
| Bezeichnung                                                        | Beschreibung                                                                                          | Standort                                    | Kennzeichnung | Schutzstatus | Datum     | Bild           |
| ------------------------------------------------------------------ | --- | ------------------------------------------- | ------------- | ------------ | --------- | -------------- |
| Kanzel                                                             | Marmor, bezeichnet 1604                                                                               | in der Kirche St-Jean-Baptiste (Lage)       | PM21001966    | Classé       | 1902      | weitere Bilder |
| Skulptur Madonna mit Kind                                          | Nussbaumholz, 14. oder 15. Jahrhundert                                                                | in der Kirche St-Jean-Baptiste (Lage)       | PM21001967    | Classé       | 1912      | weitere Bilder |
| Skulptur Heiliger Christophorus                                    | Kalkstein, farbig gefasst, 15. Jahrhundert                                                            | in der Kirche St-Jean-Baptiste (Lage)       | PM21001968    | Classé       | 1912      | weitere Bilder |
| Skulptur Heiliger Markulf                                          | mit Stifterfigur; Kalkstein, farbig gefasst, 15. Jahrhundert                                          | in der Kirche St-Jean-Baptiste (Lage)       | PM21001969    | Classé       | 1912      | weitere Bilder |
| Adlerpult                                                          | Kupfer, um 1800                                                                                       | in der Kirche St-Jean-Baptiste (Lage)       | PM21001970    | Classé       | 1912      | weitere Bilder |
| Skulpturengruppe Taufe Christi                                     | Kupfer, Gusseisen, 16. Jahrhundert                                                                    | in der Kirche St-Jean-Baptiste (Lage)       | PM21001971    | Classé       | 1919      |                |
| Gemälde Heiliger Nikolaus                                          | Farbe auf Leder, vergoldeter Holzrahmen, 18. Jahrhundert                                              | in der Kirche St-Jean-Baptiste (Lage)       | PM21001972    | Classé       | 1919      |                |
| Skulptur Johannes der Täufer                                       | Holz, bezeichnet 1607                                                                                 | außen an der Kirche St-Jean-Baptiste (Lage) | PM21001973    | Classé       | 1938      |                |
| Schiffsmodell (1)                                                  | Votivgabe; Holz, bemalt, bezeichnet 1826                                                              | in der Kirche St-Jean-Baptiste (Lage)       | PM21001974    | Classé       | 1962      |                |
| Hauptaltar                                                         | Altartisch, Tabernakel und Baldachin; Kalkstein, Holz, 18. Jahrhundert                                | in der Kirche St-Jean-Baptiste (Lage)       | PM21001975    | Classé       | 1966      |                |
| Wandvertäfelung des Chorraums, zwei Konsoltische und Kommunionbank | Holz, Stuck, Schmiedeeisen, 18. Jahrhundert                                                           | in der Kirche St-Jean-Baptiste (Lage)       | PM21001976    | Classé       | 1966      |                |
| Orgel                                                              | Ensemble aus PM21001977 und PM21001980                                                                | in der Kirche St-Jean-Baptiste (Lage)       | PM21003102    | Classé       | 1966 1978 | weitere Bilder |
| Orgelprospekt                                                      | 1765 gebaut, Entwurf Bénigne Boillot                                                                  | in der Kirche St-Jean-Baptiste (Lage)       | PM21001977    | Classé       | 1966      | weitere Bilder |
| Instrumentalteil der Orgel                                         | 1765 von Bénigne Bolliot gebaut                                                                       | in der Kirche St-Jean-Baptiste (Lage)       | PM21001980    | Classé       | 1978      | weitere Bilder |
| Zwei Beichtstühle                                                  | Holz, 18. Jahrhundert                                                                                 | in der Kirche St-Jean-Baptiste (Lage)       | PM21001978    | Classé       | 1966      |                |
| Fahne der Belagerung von 1636                                      | Seide, bemalt, 1636                                                                                   | in der Kirche St-Jean-Baptiste (Lage)       | PM21001979    | Classé       | 1978      |                |
| Gemälde Porträt einer Zisterzienserin                              | Ölfarbe auf Leinwand, 18. Jahrhundert                                                                 | in der Kirche St-Jean-Baptiste (Lage)       | PM21001981    | Classé       | 1980      |                |
| Skulptur Madonna mit Kind                                          | Kalkstein, 15. Jahrhundert                                                                            | im Hôpital (Lage)                           | PM21001982    | Classé       | 1901      |                |
| Mörser                                                             | Bronze, versilbert, bezeichnet 1636                                                                   | im Hôpital (Lage)                           | PM21001983    | Classé       | 1938      |                |
| Gemälde Porträt von Louis de Tavanes                               | Ölfarbe auf Leinwand, zweite Hälfte des 17. Jahrhunderts                                              | im Hôpital (Lage)                           | PM21001984    | Classé       | 1964      |                |
| Gemälde Porträt von Jeanne Bricois                                 | Ölfarbe auf Leinwand, bezeichnet 1759                                                                 | im Hôpital (Lage)                           | PM21001985    | Classé       | 1964      |                |
| Emporenbrüstung                                                    | Schmiedeeisen, bezeichnet 1766                                                                        | in der Kirche St-Jean-Baptiste (Lage)       | PM21002684    | Classé       | 1966      |                |
| Kachelofen                                                         | Keramik, Marmoraufsatz, zweite Hälfte des 18. Jahrhunderts                                            | im Hôtel de Ville (Lage)                    | PM21002980    | Classé       | 1999      |                |
| Eckpfeiler Madonna mit Kind                                        | Holz, 15. Jahrhundert                                                                                 | Rue de la Liberté, in einem Haus            | PM21002981    | Classé       | 1999      |                |
| Zwei Hellebarden                                                   | bezeichnet 1636                                                                                       | im Hôtel de Ville (Lage)                    | PM21005180    | Classé       | 2019      |                |
| Chorgestühl                                                        | Holz, 18. Jahrhundert                                                                                 | in der Kirche St-Jean-Baptiste (Lage)       | PM21003510    | Inscrit      | 1974      |                |
| Schiffsmodell (2)                                                  | Votivgabe; Holz, bemalt, Stoff, bezeichnet 1842                                                       | in der Kirche St-Jean-Baptiste (Lage)       | PM21003511    | Inscrit      | 1974      |                |
| Uhrwerk                                                            | Metall, Holz, bezeichnet 1551; mit zwei Glocken des Glockenspiels, Bronze, Mitte des 16. Jahrhunderts | in der Kirche St-Jean-Baptiste (Lage)       | PM21005044    | Inscrit      | 2013      |                |
| Tapete des Salons                                                  | Papier, bemalt, Ende des 18. Jahrhunderts                                                             | im Hôtel de Ville (Lage)                    | PM21003973    | Inscrit      | 1992      |                |
| Gemälde Erkläung des Stadtrats während der Belagerung von 1636     | Ölfarbe auf Leinwand, 1847                                                                            | im Hôtel de Ville (Lage)                    | PM21003974    | Inscrit      | 1992      |                |
| Gedenktafel an die Belagerung von 1636                             | Stein, 17. Jahrhundert; mit sieben Kanonenkugeln                                                      | im Hôtel de Ville (Lage)                    | PM21004932    | Classé       | 2019      |                |
| Sieben Modellkanonen                                               | Bronze, Holz, Eisen, um 1636                                                                          | im Hôtel de Ville (Lage)                    | PM21004933    | Classé       | 2019      |                |
| Gewehr                                                             | um 1636                                                                                               | im Hôtel de Ville (Lage)                    | PM21004934    | Classé       | 2019      |                |
| Zwei Lanzen                                                        | um 1636                                                                                               | im Hôtel de Ville (Lage)                    | PM21004935    | Classé       | 2019      |                |
| Zwei Kanonen                                                       | Bronze, 1864 und 1865 gegossen                                                                        | Place de la Délibération (Lage)             | PM21004931    | Inscrit      | 2013      |                |
| Péniche Aster                                                      | 1851 gebaut                                                                                           | im Hafen (Lage)                             | PM21005166    | Inscrit      | 2017      |                |
| Schleppkahn Le Chauny                                              | 1911 gebaut                                                                                           | am Hafen (Lage)                             | PM21004630    | Inscrit      | 2005      |                |